# Pama (socken)
Pama (kinesiska: 帕玛, 帕玛乡) är en socken i Kina. Den ligger i den autonoma regionen Tibet, i den sydvästra delen av landet, omkring 690 kilometer väster om regionhuvudstaden Lhasa.
Genomsnittlig årsnederbörd är 533 millimeter. Den regnigaste månaden är juli, med i genomsnitt 115 mm nederbörd, och den torraste är december, med 9 mm nederbörd.